# Ганские
Га́нские — дворянский род польского происхождения гербов Корчак и Гоздава. Получил своё название от крепости Ганск близ Люблина. Являлся одним из древнейших шляхетских родов Речи Посполитой.

## История рода
Польский период истории рода берет начало со времен второго Крестового похода, когда основатель рода перебрался в Польшу из Франции и получил в наследственное владение от князя Генриха Сандомирского крепость Ганск (пол. Hańsk), от которой и образовалась фамилия Ганский. Согласно семейной легенде Ганские — морганатическая ветвь дома Робертинов. В XIV—XV веках Ганские проживали на территории Холмщины (Люблинское воеводство Польши), тогда же они впервые стали использовать герб Корчак. 
Первое из сохранившихся документальных упоминаний фамилии Ганский относится к 1372 году. В документе, хранящемся в Люблинском государственном архиве, упоминается двор Ганск, собственником которого значится Ян Ганский. Все его здания были деревянными, поместье включало около 7500 волок земли, в том числе луга, болота и леса.
В 1430 году некий Андрушко Ганский, поверенный старосты Грицка Кердея, судился с «русским попом» Вацем в надворном и земском судах Хелма. В 1433 году все процессы успешно завершились в пользу Ганского. Далее только уже в 1539 году упоминается залоговый контракт, по которому шляхтичи Иван и Андрей Ганские отдают в залог землю за 10 гривен Богдану Терновскому.
В XVI—XVIII столетии род распадается на две ветви — западную (герб Корчак) и восточную (герб Гоздава). В XVII веке Ганские продают ординацию в Ганске, которая к тому времени насчитывала более 10 тыс. моргов (около 5,6 тыс. га) пахотной земли. В империи Габзбургов дворянское достоинство Королевства Галиции и Лодомерии подтверждено судом в Пшемысле в 1782 г.. Представители рода Ганских занимали различные должности в  местной администрации, имели земельные владения в Малопольше, Мазовии, Подлясье, Галиции, Полесье. Являлись одними из крупнейших землевладельцев на Волыни и Подолье.
Сегодня Ганские проживают в Польше, Украине, Беларуси, России, Эстонии, Германии, Австрии, Италии, Франции, США и др. и используют оба варианта написания фамилии — как исторически верный вариант «Hanski», так и транслитерированный вариант «Ganski». В Германии и Австрии получил распространение вариант написания фамилии с приставкой «von», указывающей на дворянское происхождение.

## Известные представители рода
- Ганский, Стефан I (род. ок. 1590 г.) — секретарь Его Высокопреосвященства кардинала Армана Жана дю Плесси, герцога де Ришельё, знаменитого кардинала Ришельё, главы правительства Франции («главного министра короля») в 1624—1642 гг.
- Ганский, Ян І Казимир (род. ок. 1640 г.) — земский писарь Люблинский с 1685 г., коморник земский Люблинский, подписарь земский и регент земский Люблинский.
- Ганский, Франтишек Ян ІІ (род. ок. 1650 г.) — стольник Черниговский с 1680 г., судья гродский во Владимир-Волынском с 1686 г.
- Ганский, Стефан II (род. ок. 1685 г.) — государственный деятель Речи Посполитой времен правления Саксонской династии, дипломат, участвовал в 1725 г. в посольстве Речи Посполитой, сопровождавшем во Францию её будущую королеву Марию Лещинскую — дочь короля Речи Посполитой Станислава Лещинского и невесту короля Франции Людовика XV.
- Ганский, Казимир (род. ок. 1690 г.) — стольник и ловчий Житомирский с 1718 г.
- Ганский, Александр Пётр (род. ок. 1690 г.) — стольник Хелмский с 1720 г.
- Ганский, Ян ІІІ (род. ок. 1747 г.) — подчаший овручский (1769 г.), хорунжий житомирский и киевский, подвоевода Киевский с 1784 г., кавалер ордена Св. Станислава с 1785 г.
- Ганский, Захарий (1760—1812) — коронный генерал-адъютант булавы польной, ловчий надворный литовский (главный ловчий ВКЛ) с 1790 г., кавалер ордена Св. Станислава с 1790 г.
- Ганский, Вацлав (1782—1841) — депутат шляхетской комиссии Киевской губернии с 1801 г., с 1808 г. маршалок радомский, маршалок волынский с 1811 г. Меценат, первый муж Эвелины Ганской.
- Ганская, Эвелина (1801—1882) — урождённая графиня Ржевусская, жена и муза французского писателя Оноре де Бальзака.
- Ганский, Пётр Павлович (1867—1942) — художник-импрессионист конца XIX — начала XX века, член Товарищества южнорусских художников, писал пейзажи, портреты, жанровые композиции. После эмиграции во Францию принял священнический сан. Кардинала Римско-Католической церкви.
- Ганский, Алексей Павлович (1870—1908) — астроном, геодезист и гравиметрист. Основные научные исследования относятся к физике Солнца. Вице-президент Русского астрономического общества, секретарь Русского отделения Международной солнечной комиссии.
- Ганский, Станислав (1880—1937) — католический священник, занимался пастырским служением на Волыни и Подолье, за что неоднократно подвергался репрессиям со стороны властей СССР. 26 января 1930 г. арестован по т. н. «делу католического духовенства». 25 ноября 1937 г. «тройкой» НКВД приговорен к высшей мере наказания, 8 декабря 1937 г. расстрелян в Соловецкой тюрьме.
- Ганский, Мечислав (XX в.) — полковник Войска Польского, начальник штаба Корпуса внутренней безопасности Вооруженных сил Польской Народной Республики.
- Ганский, Мацей (род. 1984 г.) — известный польский музыкант, пианист.

## Иллюстрации

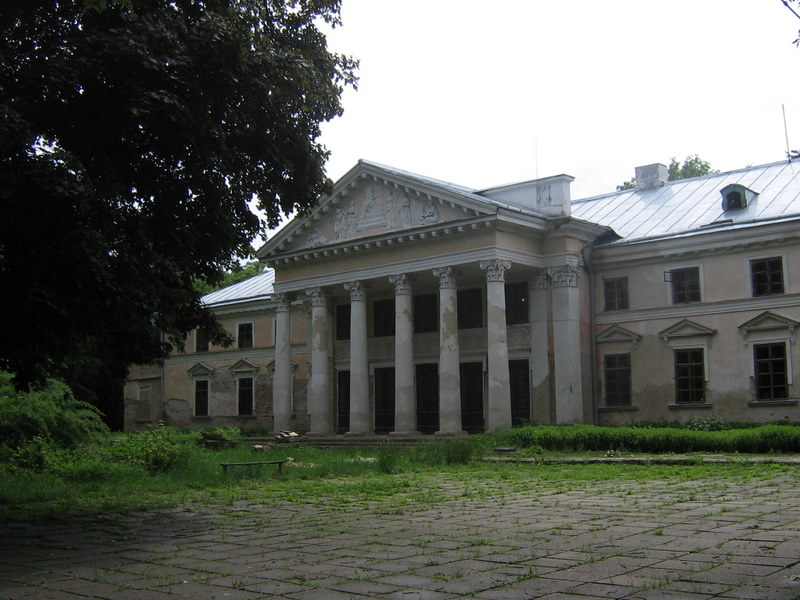
Дворец Ганских в Верховне (парковый фасад), современное состояние.
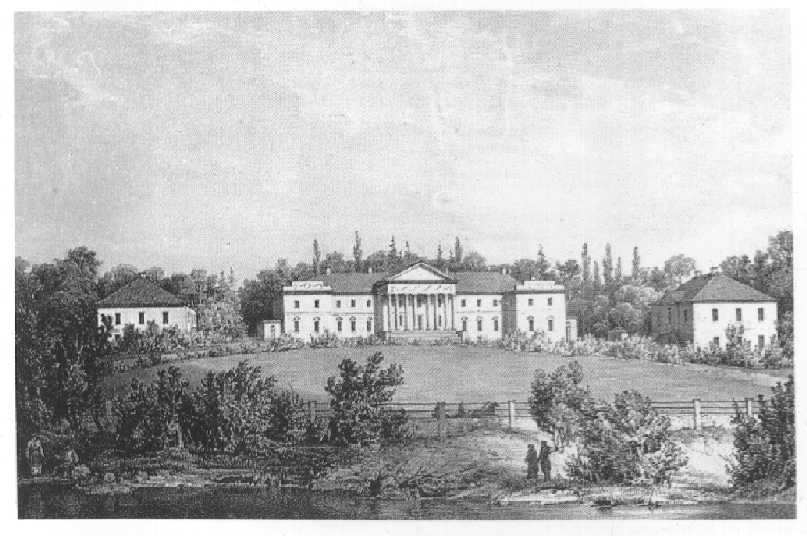
Верховня — имение Ганских, рисунок Н. Орды, 1860 г.
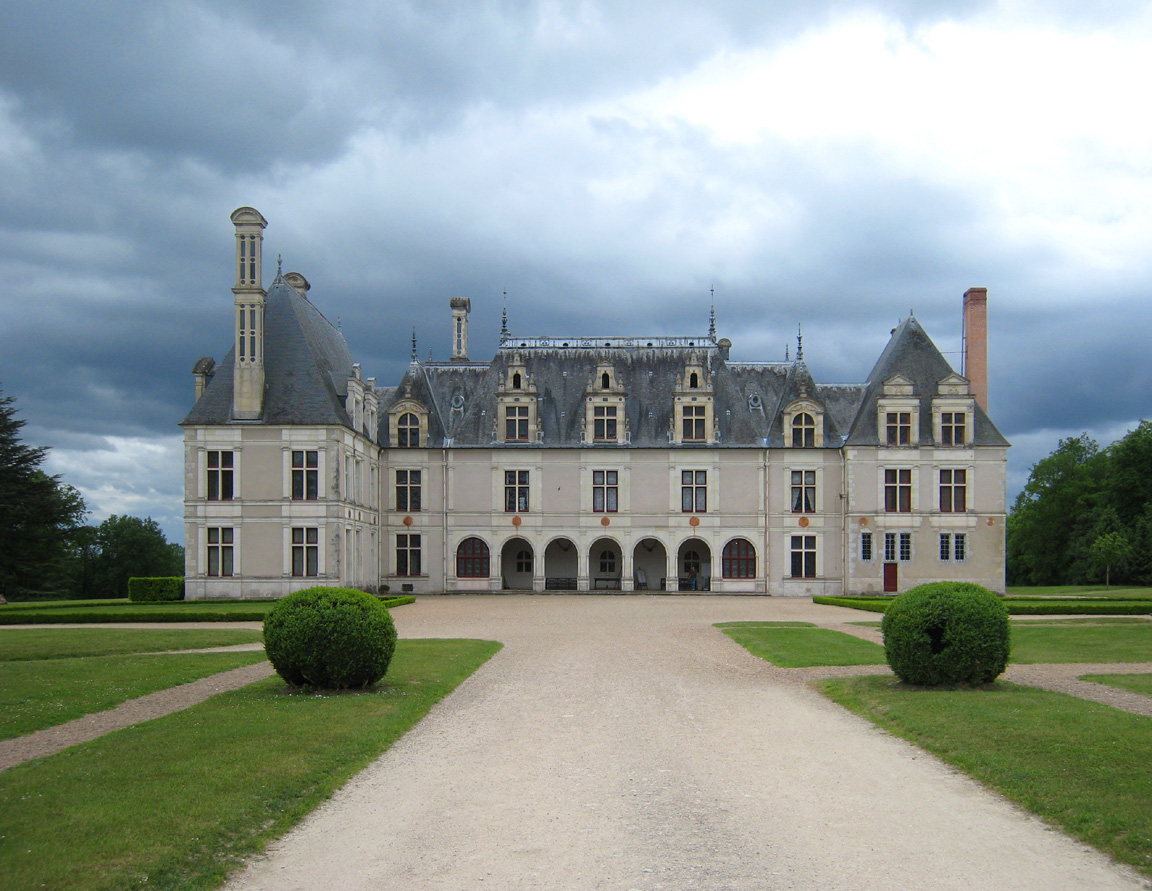
Замок Борегар во Франции, подаренный Э. Ганской дочери Анне в 1840-х г.
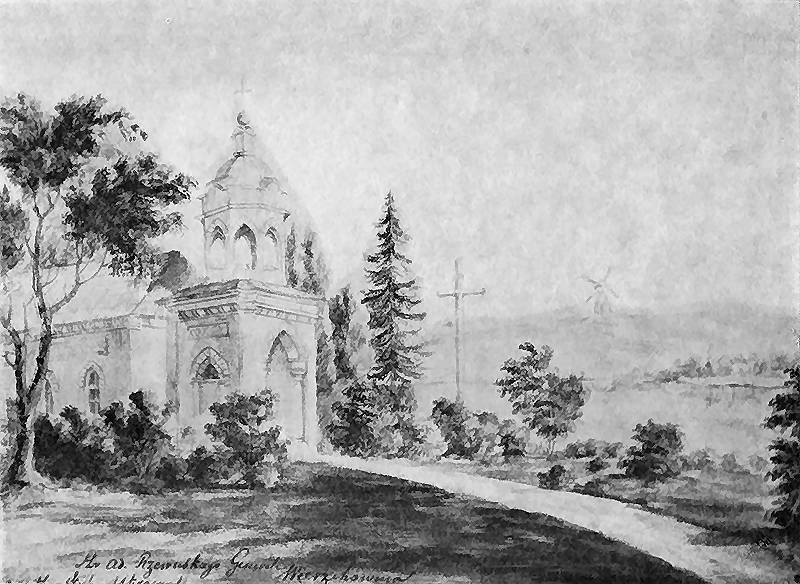
Часовня-усыпальница Ганских в Верховне, рисунок Н. Орды, 1872 г.